# Geraldine Branagan
Pour les articles homonymes, voir Brannigan (homonymie).
Geraldine Branagan ou Geraldine Brannigan, plus connue sous le nom de Géraldine, est une artiste irlandaise.
En 1973, Geraldine Branagan avec son groupe The Branagans, a essayé de se qualifier pour défendre les couleurs irlandaises au Concours Eurovision de la chanson, en se présentant aux éliminatoires organisés par la télévision irlandaise RTÉ. Elle chantait la chanson Long long ago. Elle n'est arrivée qu'à la 4e place.
En 1975, elle est finalement choisie par RTL pour représenter le Luxembourg au Concours Eurovision de la chanson avec le titre Toi. Elle est arrivée à la 5e place du classement final. 
Geraldine Branagan a épousé le parolier irlandais Phil Coulter, coauteur de la chanson Toi,  mais aussi de Puppet on a String (Grand Prix Eurovision en 1967) et Congratulations (chanson représentant le Royaume-Uni en 1968).
Geraldine Branagan interpréta "Casablanca" dans un épisode du "Benny Hill Show" en mars 1979. Elle a également fait une tournée en Afrique du Sud en 1982 en compagnie du guitariste Tony Cox.